# Számítógépes építészeti tervezés

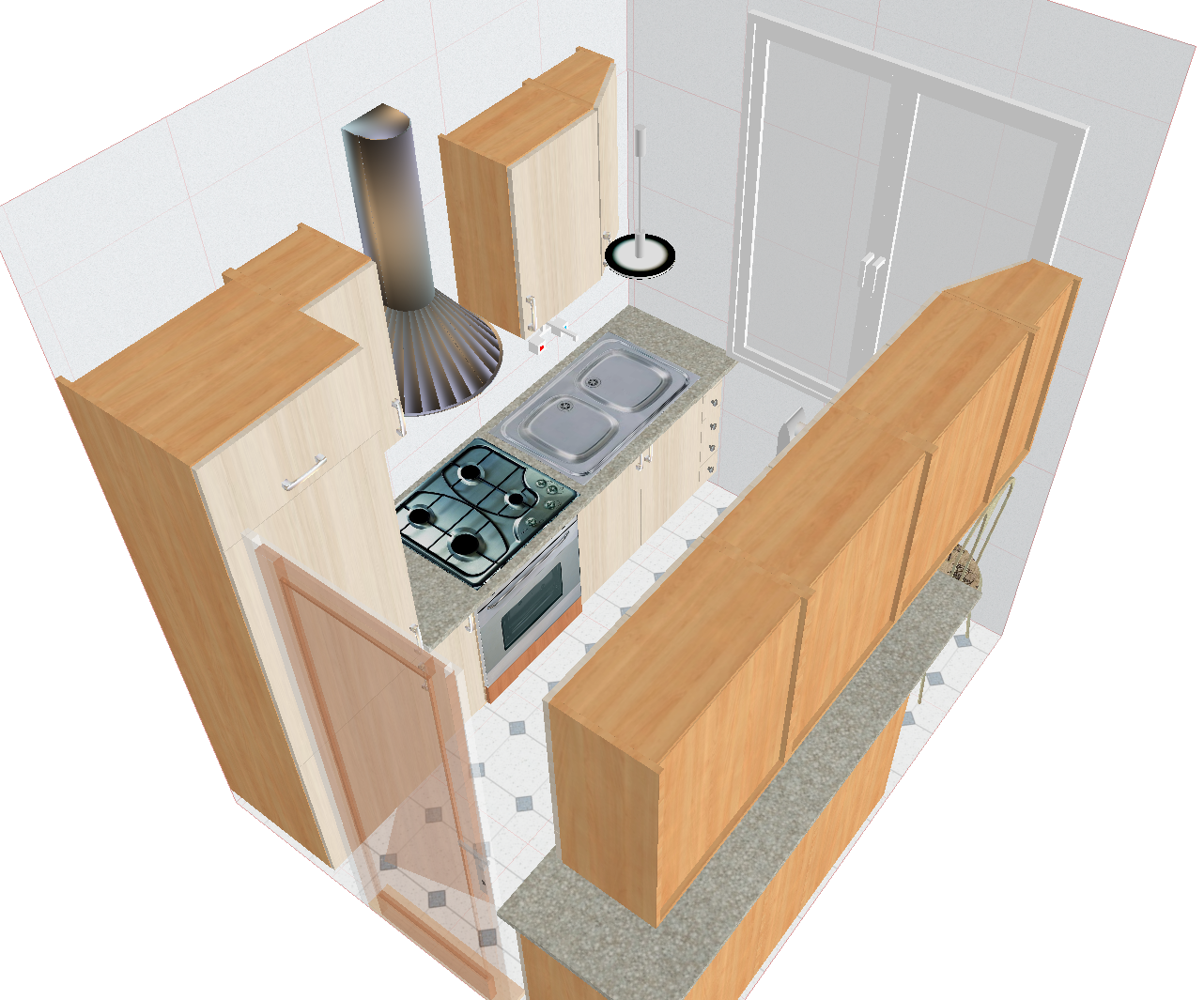

A számítógépes építészeti tervezés (angolul: Computer-aided architectural design, CAAD) az építészeti tervezés folyamatának egy része. A tervezés támogatására napjainkban számítógépes programokat alkalmaznak, amelyek képesek az épület modellezésére, látványának megjelenítésére, a látványtervezés támogatására, illetve a részletes tervek elkészítésére.

## Számítógépes építészeti látványtervezés
Az építészeti modellezés, és látványtervezés több ponton is kapcsolódhat az építész tervezés folyamatához, annak fontos kiegészítője lehet. Amíg a műszaki rajzok a szakembereknek (építészek, építési hatóságok, kivitelezők), addig a látványtervek a beruházóknak, építtetőknek mutatják be az épületet.

## Modellezés
Modellezés alatt általában 3 dimenziós modellek létrehozását értjük, ami 3d-s szerkesztő programok segítségével történik. Egy adott 3d-s térben a geometria alapelveit felhasználva, a számítógép bármilyen összetett objektumot el tud készíteni, majd ezt szerkeszthető módon eltárolni. Ezekből az elemekből az építész egy virtuális épületet, külső teret hozhat létre a 2 dimenziós tervek alapján. Ez az összetett modell bármely irányból megtekinthető, fotózható. A szerkesztett elemek a megfelelő anyagokkal, textúrákkal felöltöztethetőek, így láthatóvá, érzékelhetővé válnak a különböző építési anyagok, és azok végső összhatása.
Ezzel a segítséggel élve a tervező a vázlattervektől az engedélyezési tervekig dokumentálhatja a tervezés különböző fázisait.

## Látványtervezés
A látványtervezés során a tervező ugyanezt a 3d-s modellt használja fel. Számos számítógépes program készült arra, hogy ezeket a modelleket egy 3 dimenziós térbe helyezve, majd a környezetet kiegészítve különböző felszínekkel, tereptárgyakkal, növényzettel, egy fotót készítsen a még nem létező épületről.
További nagy segítség a tervezőnek, hogy ezek a programok különböző fényforrásokat generálhatnak, akár földrajzi koordináták,
év- és napszakok alapján, így a tervezett objektum valós fény-árnyék viszonyok mellett jeleníthető meg.
Adott a lehetőség továbbá arra is, hogy a kész épületmodellt különböző környezetbe ültetve összekapcsolódjon az építész és a kert- tájtervező munkája, vizsgálható legyen pl. a környezet (szomszédos épületek, domborzat, benapozás, növényzet) hatása az épületre.

## Képzést indító felsőoktatási intézmények
- Kaposvári Egyetem - Művészeti Kar
- Magyar Képzőművészeti Egyetem

## Lásd még
- Építészet
- Építész
- Fogalomtár

## Külső hivatkozások
- Látványtervezés
- Látványtervező tanszék a Magyar Képzőművészeti Egyetemen Archiválva 2011. szeptember 3-i dátummal a Wayback Machine-ben
- Látványtervező